# Seether
Seether é uma banda de post-grunge originária da África do Sul. Atualmente, eles têm contrato com a Wind-up Records.  Originalmente chamado Saron Gas e com a gravadora Musketeer Records na África do Sul, eles mudaram o nome em 2002, coincidindo com a estréia do primeiro álbum, Disclaimer.

## História

### Início
No ano de 1999, três garotos sul-africanos, da cidade da Pretória, resolveram se unir e montar uma banda de Rock. Shaun Morgan, Thomas Morris e David Cohoe, deram início ao que no começo parecia um simples passatempo, mas que com o tempo começou a ficar muito sério. Não demorou muito e os garotos já estavam agitando as cidades fazendo shows em boates, barzinhos e principalmente nos eventos das faculdades locais.
Em 2000, já com uma certa popularidade local, eles conseguiram gravar seu primeiro disco, nomeado Fragile. Na época, a banda usava o nome Saron Gás. O sucesso em seu país foi imediato, e consequentemente despertou o interesse de uma grande gravadora dos Estados Unidos, a Wind-Up Records (a mesma de bandas como Evanescence, Creed, 12 Stones, Drowning Pool, Living Sacrifice).
Porém, o primeiro problema logo apareceu: o nome da banda. Isso se deve ao fato de que já havia uma banda registrada com o nome de "Saron Gas". Então, depois de algumas dúvidas, ambos os integrantes resolveram homenagear a banda Veruca Salt, batizando-se com o nome de seu maior hit, Seether.
Após alguns meses de trabalho, o então baixista Thomas Morris, decidiu por deixar a banda, dando lugar a Dale Stewart, que segue até hoje com o Seether.
Em 2002, o Seether lançava seu primeiro álbum oficial, nomeado Disclaimer, que rendeu a banda três singles: "Fine Again", "Driven Under" e "Gasoline", no qual apenas o primeiro conseguiu alguma repercussão. O grande sucesso do disco, a música "Broken", ainda não havia sido transformado em single.

### Disclaimer II
O ano de 2002 foi muito badalado para o Seether. Após o lançamento do Disclaimer, a banda não parou de fazer turnês. Quando perto do final da Disclaimer Tour, a banda resolveu voltar aos estúdios para gravar o segundo disco, projeto que precisou ser adiado por quase um ano, já que na época o Seether se encontrava em turnê mundial com o Evanescence.
Na época, o filme "The Punisher" estava prestes a ser lançado e a Wind-Up estava montando a trilha sonora. Shaun Morgan e Amy Lee, que namoravam na época, dividiram os vocais da música Broken, e gravaram uma versão, um pouco mais pesada, para a trilha sonora do filme. A música foi um grande sucesso no mundo todo, o que rendeu muita popularidade para o Seether. Mas havia outro problema.
A banda trocava muito de formação. Em 2002, três bateristas fizeram parte do conjunto: Josh Freese, substituindo David Cohoe; logo depois John Johnston e finalmente Nick Oshiro. Foi também o ano que a banda adicionou mais um guitarrista, Pat Callahan.
Após dois anos sem lançar nada, o Seether regravou as canções do Disclaimer, e também adicionou mais algumas como  Hang On ("Demolidor"),OuT Of My Way ("Freddy Vs. Jason"), Sold Me e Broken com Amy Lee ("The Punisher"), além de outras colocando no mercado o Disclaimer 2. O álbum também marcou a presença de um novo baterista, Kevin Soffera, no lugar de Oshiro.

### Karma and Effect&One Cold Night
Finalmente em 2005 a banda lança seu tão esperado álbum inédito. Inicialmente chamado de Catering To Cowards, porém alterado a pedido da Wind-Up para Karma and Effect.
O Álbum estreou em 8º lugar na US Billboard que classificava os 200 melhores álbuns do momento, além de ter ganho o disco de ouro nos Estados Unidos e também no Canadá. "Remedy", primeiro single do Karma and Effect, ficou famoso por ser o primeiro single da banda a ficar em primeiro lugar na US Mainstream.
Em seguida, o Seether entrou em turnê para divulgar o disco novo ao lado da banda ShineDown. Simultaneamente, a banda resolveu gravar um CD/DVD Acústico, chamado de One Cold Night. O show foi realizado no dia 22 de Fevereiro, na Grape Street, na Filadélfia, EUA. Na ocasião, o vocalista e guitarrista da banda, Shaun Morgan, estava com fortes dores no estômago, o que pesou na hora de ele decidir entre um Concerto ou um Acústico. Para não cancelar o evento, ele optou pela segunda opção. No repertório do show, Shaun não quis um conteúdo obsceno, e foi por isso que "Needles" e "Burrito" foram excluídas do Set List.

### Saída de Pat Callahan
Em 16 de Junho de 2006, foi anunciado no Site Oficial da banda, a saída do guitarrista Pat Callahan. O motivo: Pat alegou que estava cansado da vida na estrada e que queria ter mais tempo para poder investir nos seus projetos pessoais. Atualmente, Pat dá aulas de guitarra para crianças em uma escola de música da Filadélfia, chamada Music Training Center, além de estar trabalhando ao lado de seu produtor preferido, Jay Mannom.
Shaun Morgan comentou sobre isso: "Hum… aliviou um pouco. Na verdade aliviou muito, ele era aquele tipo de cara que pensava negativo. Eu não gosto disso e particularmente não sinto falta dele. O estranho é que ele era meu amigo há 4 anos. Mas quando ele saiu, a nossa amizade foi junto com ele."
Em Agosto de 2006, Shaun resolveu parar com a turnê que faziam ao lado do Three Days Grace e do Staind para se internar em uma clínica de reabilitação a fim de tentar se livrar dos vícios de álcool e cocaína.

### Finding Beauty In Negative Spaces
Após uma série de problemas pessoais, como a luta contra as drogas e bebidas e o término do relacionamento com Amy Lee, em 2007 o Seether anunciou o lançamento de mais um disco. Finding Beauty in Negative Spaces (Encontrando a Felicidade em Espaços Negativos), foi rotulado como o disco mais diversificado da carreira do Seether. A data de lançamento do disco foi alterada diversas vezes, pelo motivo da trágica morte de Eugene Welgemoed, irmão de Shaun.
O álbum estreou em 9º lugar na BillBoard, vendendo 57000 cópias na primeira semana só nos Estados Unidos.
O primeiro single "Fake It" ficou em primeiro lugar nas paradas americanas durante várias semanas. Depois de 7 meses, a banda anunciou o novo hit "Rise Above This", sendo uma homenagem a Eugene.
No dia 15 de janeiro de 2008, Troy McLawhorn, guitarrista do Dark New Day, entrou na banda temporariamente para fazer a segunda guitarra na turnê. Alguns meses antes, Troy completou a formação do Evanescence, após a saída do então guitarrista, John LeCompt.
Atualmente o Seether encontra-se em turnê com o Breaking Benjamin, Flyleaf, Three Days Grace e Neverset. A banda também foi confirmada no Download Festival no Reino Unido ao lado de bandas como Kiss, Disturbed, Judas Priest e Motorhead.

### Novo álbum:Holding Onto Strings Better Left to Fray(2011)
Numa recente entrevista, o guitarrista Troy McLawhorn e o baterista John Humphrey confirmaram que a banda irá lançar o novo álbum intitulado Holding Onto Strings Better Left to Fray em Maio. O primeiro single foi "Country Song", que foi editado a 8 de Março nos Estados Unidos e a 4 de Abril no Reino Unido, enquanto o álbum será lançado oficialmente a 17 de Maio de 2011.

## Discografia

### Álbuns de estúdio
- Fragile (2000)
- Disclaimer (2002)
- Disclaimer II (2004)
- Karma and Effect (2005)
- One Cold Night (2006)
- Finding Beauty In Negative Spaces (2007)
- Holding Onto Strings Better Left to Fray (2011)
- Isolate and Medicate (2014)
- Poison the Parish (2017)
- Si Vis Pacem, Para Bellum (2020)

### EPs e demos
- Saron Gas 2 Track Demo (como Saron Gas) (2000)
- Tied My Hands (como Saron Gas) (2000)
- Saron Gas 4 Track Demo (como Saron Gas) (2000)
- Seether (EP) (2002)
- 5 Songs (2002)